# Sergio Montanari
Sergio Montanari (* 22. Oktober 1937 in Rom; † 23. März 1999 ebenda) war ein italienischer Filmeditor. Er begann seine Laufbahn als Schnittassistent Ende der 1950er Jahre in Filmen wie ...und vergib mir meine Schuld  und Kreuz und Schwert. Er war an mehr als 150 Produktionen beteiligt.

## Filmografie (Auswahl)
- 1957: … und vergib mir meine Schuld (Ascoltami)
- 1958: Kreuz und Schwert (La spada e la crice)
- 1966: Aber, aber, meine Herren… (Signore & signori)
- 1966: Johnny Yuma (Johnny Yuma)
- 1966: Django
- 1966: Irren ist tödlich (Per qualche dollaro in meno)
- 1966: Django, der Rächer (Texas addio)
- 1967: Die gnadenlosen Zwei (Odio per odio)
- 1967: Die letzte Rechnung zahlst du selbst (Al di là della legge)
- 1967: 10.000 blutige Dollar (10.000 dollari per un massacro)
- 1967: Gott vergibt – Django nie! (Dio perdona… io no!)
- 1968: Im Staub der Sonne (Spara, gringo, spara)
- 1968: Der Coup der 7 Asse (Sette volte sette)
- 1969: Die fünf Gefürchteten (Un esercito di cinque uomini)
- 1969: Die Nonne von Monza (La monaca di Monza)
- 1970: Als die Frauen noch Schwänze hatten (Quando le donne avevano la coda)
- 1970: La Califfa
- 1971: Das nackte Cello (Il merlo maschio)
- 1973: Malizia
- 1974: Der Filou (Peccato veniale)
- 1974: Zwei wie Pech und Schwefel (… altrimenti ci arrabbiamo!)
- 1975: Auge um Auge (La città sconvolta: caccia spietata ai rapitori)
- 1978: Bleib wie du bist (Così come sei)
- 1978: Star Crash – Sterne im Duell (Scontri stellari oltre la terza dimensione, Starcrash)
- 1979: Ernesto
- 1982: Ich, Chiara und der Finstere (Io, Chiara e lo scuro)
- 1983: Herkules (Ercole)
- 1985: Die Abenteuer des Herkules 2. Teil (Hercules II)
- 1991: Männer und Liebhaber (La villa del venerdi)
- 1994: Die römische Kanone (S.P.Q.R. 2000 e ½ anni fa)